# Dvořiště
Dvořiště este o arie protejată (sit de importanță comunitară — SCI) din Republica Cehă întinsă pe o suprafață de 25,53 ha, integral pe uscat.

## Localizare
Centrul sitului Dvořiště este situat la coordonatele 49°04′05″N 14°38′55″E / 49.068056°N 14.648611°E.

## Înființare
Situl Dvořiště a fost declarat sit de importanță comunitară în noiembrie 2009 pentru a proteja un număr necunoscut de specii din flora spontană și fauna sălbatică aflate în arealul zonei.

## Biodiversitate
Situată în ecoregiunea continentală, aria protejată conține 2 habitate naturale: Depresiuni pe substraturi de turbă de Rhynchosporion, Mlaștini turboase de tranziție și turbării mișcătoare.
La baza desemnării sitului se află un număr nedeclarat de specii protejate.